# Banians
Pour les articles homonymes, voir Banian.
Les Banians sont des ressortissants d'origine indo-pakistanaise, installés à Madagascar.

## Étymologie
Le terme viendrait du sanskrit वाणिज (vāṇijá) qui signifie « marchand » ou « commerçant » via les langues vernaculaires indiennes tels que le gujarati વાણિયો (vāṇiyo) ou l'hindi बनिया (baniyā) puis l'arabe بنيان (baniyān) et le portugais baniano. Le sens du terme se modifie légèrement hors du monde indien, pour désigner spécifiquement les commerçants, marchands, trésoriers, prêteurs sur gage ou changeurs d'origine indienne voire hindoue indienne. Dans La Cosmographie universelle de tout le monde (1575), François de Belleforest utilise le mot bancani qu'il définit comme « membre d'une secte brahmanique qui se distingue par ses aptitudes commerciales ».